# Zavalía
Zavalía es una localidad argentina del partido de General Viamonte, en la provincia de Buenos Aires.

## Ubicación
Se encuentra a 14 km pavimentados de la ciudad de Los Toldos, por ruta provincial 65.

## Población
Cuenta con 327 habitantes (Indec, 2010), lo que representa un leve incremento del 1 % frente a los 324 habitantes (Indec, 2001) del censo anterior.
| Gráfica de evolución demográfica de Zavalía entre 1991 y 2010 |
|                                                               |
| Fuente: Censos nacionales del INDEC                           |

## Ferrocarril
- Estación Zavalía del Ferrocarril Domingo Faustino Sarmiento.

## Toponimia
Debe su nombre a Salustiano Zavalía, miembro de la Asamblea Constituyente de 1853 y gobernador de la provincia de Tucumán.